# Самсоновська
Самсо́новська (рос. Самсоновская) — присілок у складі Тарногського району Вологодської області, Росія. Входить до складу Забірського сільського поселення.

## Населення
Населення — 26 осіб (2010; 40 у 2002).
Національний склад (станом на 2002 рік):
- росіяни — 100 %